# Ingela Lundbäck
Ingela Kristina Lundbäck, född 11 maj 1975 i Luleå, är en svensk handikappidrottare inom bordtennis. Vid Paralympiska sommarspelen 2012 i London tog hon bronsmedalj i singel och silvermedalj i lag med Anna-Carin Ahlquist. Lundbäck tävlar i klass 5 enligt handikappsystemet och sitter i rullstol till följd av Gorlins syndrom. Hon tävlar för Luleå PF. Lundbäck har i singel tagit EM-guld 2005, 2009 och 2011 samt EM-silver 2007. I lag har hon tagit brons i EM 2007 med Anna-Carin Ahlquist.
Lundbäck har nominerats till utmärkelsen Årets norrbottning.
Ingela är brorsdotter till före detta längdskidåkaren Sven-Åke Lundbäck.

### Fotnoter
1. ↑  Ingela Kristina Lundbäck, Ratsit. Läst den 13 januari 2019.
2. ↑  Med idrotten kom glädjen för Lundbäck, Norrbottens-Kuriren. Publicerat den 31 juli 2013. Läst den 13 januari 2019.
3. ↑  ”Dubbla svenska pingisbrons”. Svenska Dagbladet. http://www.svd.se/sport/dubbla-svenska-pingisbrons_7467790.svd. Läst 5 september 2012.
4. ↑  ”Ingela Lundbäck”. Svenska Handikappidrottsförbundet. Arkiverad från originalet den 18 april 2013. https://archive.is/20130418130732/http://www.handikappidrott.se/templates/PresentationPage.aspx?id=8438. Läst 5 september 2012.
5. ↑  Ingela Lundbäck tog EM-guld direkt, Sveriges Radio. Publicerat den 18 september 2005. Läst den 13 januari 2019.
6. ↑  ”EM-guld till Norrbotten”. Sveriges Television. 15 juni 2009. https://www.svt.se/nyheter/lokalt/norrbotten/em-guld-till-norrbotten. Läst 11 augusti 2023.
7. ↑  Ryggen stoppade Marleens gulddröm, Helsingborgs Dagblad. Publicerat den 20 oktober 2007. Läst den 13 januari 2019.
8. ↑  ”Svenska medaljer i pingis-EM Svenska medaljer i pingis-EM”. Östgöta Correspondenten. 19 oktober 2007. Arkiverad från originalet den 13 oktober 2020. https://web.archive.org/web/20201013134548/https://corren.se/sport/svenska-medaljer-i-pingis-em-4233432.aspx. Läst 13 januari 2019.
9. ↑  Landström, Jimmy (19 november 2012). ”Kandidat 1: Hon tog två medaljer – Kuriren”. kuriren.nu. https://kuriren.nu/bli-prenumerant/artikel/lzmw1wqr/nk-2m2kr_s_22. Läst 13 oktober 2020. [inloggning kan krävas]